# Tepahui
Tepahui es un pueblo mexicano perteneciente al Municipio de Quiriego, ubicado en el sur del estado de Sonora. El pueblo es la tercera localidad más habitada del municipio, sólo después de Batacosa y Quiriego, el cual este último es la cabecera municipal. Según los datos del Censo de Población y Vivienda realizado en 2010 por el Instituto Nacional de Estadística y Geografía (INEGI), Tepahui tiene un total de 343 habitantes.
El pueblo fue fundado en 1616 como una misión religiosa por misioneros jesuitas con el propósito de evangelizar a las tribus mayos que habitaban en ese lugar en los tiempos de la conquista, convirtiéndose en poco tiempo en un centro de población de importancia mediana en la región, perteneciente al antiguo distrito de Álamos de 1769 a 1915.
En el siglo XIX tuvo la categoría de cabecera municipal de su propio municipio con el mismo nombre, pero fue suprimido en 1903 y agregado al municipio de Quiriego, después el de Quiriego fue suprimido el 26 de diciembre de 1930 y todo su territorio y localidades pasaron a jurisdicción del municipio de Rosario incluyendo a Tepahui. Luego el 2 de diciembre de 1932 Quiriego obtuvo de vuelta la municipalidad y Tepahui quedó dentro de su territorio de manera definitiva.

## Geografía
Tepahui se ubica en el sur del estado de Sonora, al sur del territorio del municipio de Quiriego y cercano a los límites con el municipio de Álamos, en la zona del río Mayo (México), sobre las coordenadas geográficas 47°23′44.113″ de latitud norte y 109°10′58.366″ de longitud oeste del meridiano de Greenwich, a una altura media de 167 metros sobre el nivel del mar.